# 包从兴
包从兴（1922年—2013年9月），又名于绍，香港实业家、慈善家及社会活动家。

## 生平
祖籍浙江镇海庄市镇，今属宁波市镇海区，是叶家廿二房人。父亲包起楣，母亲汤氏，幼年家贫，父母双亡，由祖母抚养长大。早年就读于叶氏中兴小学。1935年小学毕业后，年仅14岁，只身赴上海谋生。初在上海恒兴棉织厂当练习生，晚间在立信会计学校进修。
抗日战争时期，在后方陪都重庆和四川经商。抗战胜利后，在广东汕头任颜料行经理，与当地富商之女张绥之结为连理。受岳父张氏资助，回到上海经商。1948年，赴香港拓展商业。
在香港创办香港友宁纺织投资有限公司，任董事长。20世纪60年代，遇见纺织业大发展，而非洲人工低廉。1960年，开始持续投资非洲加纳，创设数家大规模纺织厂，雇用当地工人数千人，成为西非“纺织业大王”。经二十年经营，在西非成立现已形成从棉花种植、纺纱、织布、印染、制衣一条龙的纺织企业集团，规模、设备、产量都位居西部非洲首位。他也在香港经营搪瓷和新兴的电子行业。任香港永惠股份有限公司和香港泰瑞实业公司的董事长。
1965年，中华人民共和国周恩来总理访问非洲，曾单独接见包从兴。
2013年9月，逝世于香港。

## 社会兼职
- 香港浙江同乡会联合会名誉会长
- 宁波旅港同乡会会长
- 宁波旅港同乡会永远名誉会长
- 香港甬港联谊会名誉会长
- 宁波市荣誉市民

## 慈善事業
- 包从兴奖学金

## 遗迹
- 浙江宁波镇海区包从兴旧居：始建于大清光绪年间，砖木结构，两弄两间，现存建筑面积约500平方米[3]。